# Bedřich Piskač
Bedřich Piskač (8. května 1898 Česká Bělá – 26. března 1929 Lyon), byl český akademický malíř, člen SVU Mánes.

## Život a dílo
Narodil se 8. května 1898 v České Bělé u Havlíčkova Brodu. V letech 1917-1924 studoval na Akademii výtvarných umění v Praze u profesorů Vratislava Nechleby, Karla Krattnera a Otakara Španiela. V r. 1921 Veraikon přináší reprodukci jeho obrazu Kouzelník a o rok později umělecký měsíčník Kmen publikuje Piskačův obraz Pradlena. Již jako student vystavoval nejdříve na jaře 1922 s Devětsilem. Následně se účastnil secese z Devětsilu v rámci tzv. Nové skupiny, se kterou vystavuje v Domě umělců - Rudolfinu (jaro 1922) a v síni Mánes (jaro 1923). Josef Čapek v rámci hodnocení této výstavy v Lidových novinách (26. 4. 1923) jej srovnává s Františkem Muzikou: "Piskač vytváří obrazy velmi příbuzného typu, je však méně akademický, diletantštější, i působí jeho obrazy syrověji a tedy živěji a bezprostředněji.". Jedná se např. o obraz Zátiší s dýmkou (1922). Následně maluje zátíší s "obyčejnými věcmi" (např. obraz většího formátu Zátiší s chlebem) a vynikající figurální kompozice, které nezapřou francouzský vliv (např. Dívka v černých šatech). V roce 1926 se sbližuje s Josefem Hubáčkem a Janem Slavíčkem. V roce 1927 maloval v Jílovém a poprvé společně s J. Slavíčkem v Německé Rybné. V lednu 1928 podnikl přes Marseille (např. obraz Marseille Corniche) cestu na Korsiku, kde žil společně s J. Hubáčkem v opuštěném domku Finosello a maloval se žáky profesora Otakara Nejedlého (např. obraz Cesta s Korkovým dubem). Český svět (8. 11. 1928) reprodukuje jeho obraz Krajina u Ajaccia. V roce 1928 v Německé Rybné malují společně Jan Slavíček, Václav Špála a Bedřich Piskač podobný motiv - krajinu po žních s postavenými panáky na poli (Žně, 1928). Na začátku roku 1929 mu byla udělena cestovní podpora ze strany města Prahy (nadace Novotného) ve výši 1000 Kč, které se však již nedočkal. Další jarní cesta na jih se mu stala osudnou, neboť se v Marseille nakazil tyfem. Jeho posledními obrazy jsou Cesta do Antibes a Cesta v Antibes. Zemřel 26. března 1929 v Lyonu ve Francii. Ve Volných směrech podrobný rozbor jeho díla a života (doprovázený řadou reprodukcí) píše významný český teoretik umění František Kovárna.
V letech 1923-1929 byl členem Spolku výtvarných umělců Mánes, kam vstoupil spolu s ostatními členy Nové skupiny. Od r. 1926 publikoval odborné komentáře k výstavám ve Volných směrech. Jeho díla jsou zastoupena například v Orlické galerii v Rychnově nad Kněžnou, Národní galerii Praha, Galerii hlavního města Prahy, Krajské galerii výtvarného umění ve Zlíně a Selicharově obrazárně v Rybné nad Zdobnicí.

## Samostatné výstavy
- Posmrtná výstava - Lauda a Piskač, Obecní dům v Praze (12/1929 - 1/1930)
- Z díla Bedřicha Piskače, Národní galerie v Praze (29. 7. – 10. 9. 1961)
- Bedřich Piskač, Dům umění, Olomouc (1. 12. – 31. 12. 1961)
- Bedřich Piskač: Obrazy a kresby, Dům umění v Ostravě (11/1974 a 12/1974)
- Bedřich Piskač: Obrazy a kresby, Dům umění v Ostravě (8/1988 a 9/1988)

## Výtvarník v dokumentech
- 50 let československého malířství 1918 - 1968, Národní galerie v Praze, Praha (Sborník k výstavě pořádané v letech 1968 a 1969 českými a slovenskými galeriemi)
- Výtvarní umělci jihovýchodních Čech (Stručný přehled životopisných dat malířů, sochařů a grafiků Jihovýchodních Čech. Rodáků i těch, kteří zde kratší či delší dobu žili nebo zde hledali náměty a inspiraci pro svoji tvorbu.), Východočeská galerie, Pardubice (1983)

## Galerie

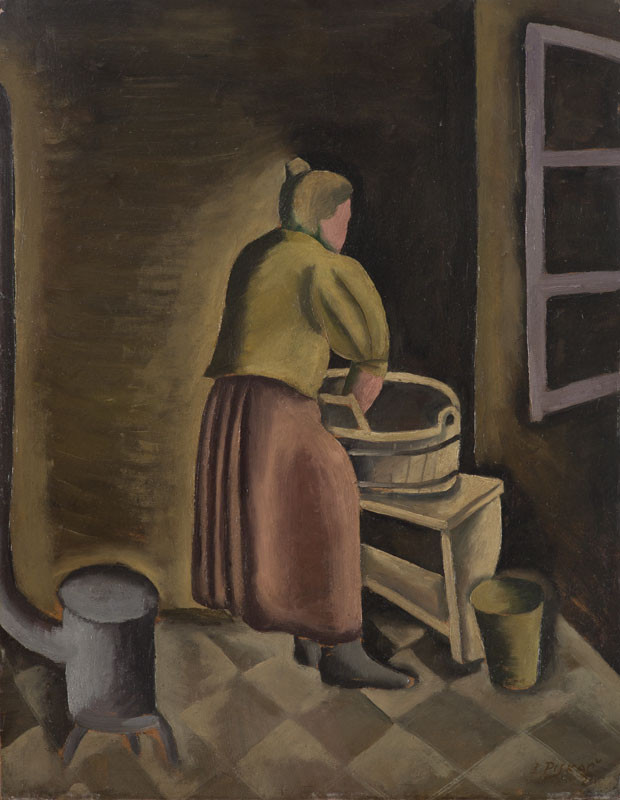
Bedřich Piskač Pradlena (1921)
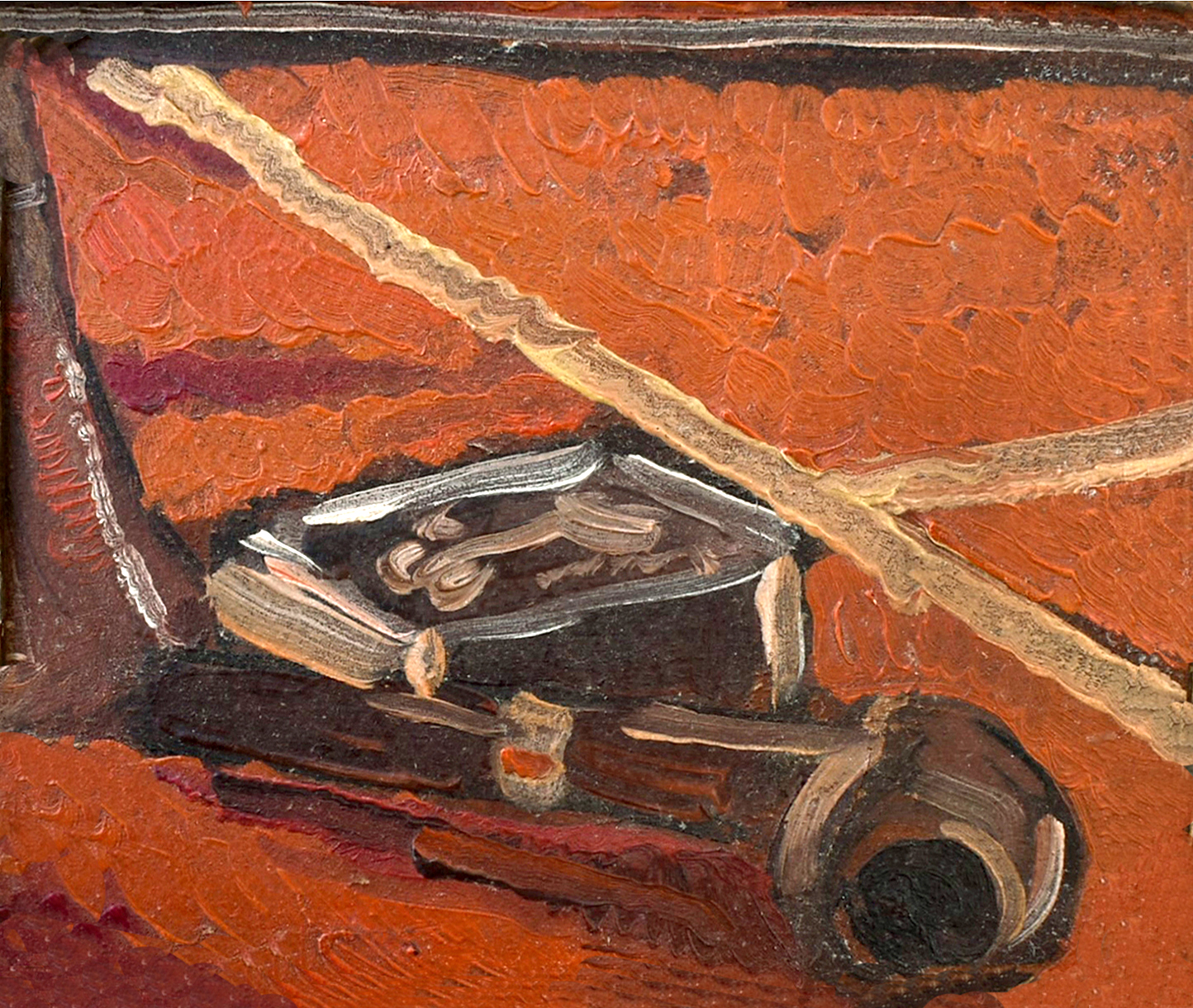
Bedřich Piskač Zátiší s dýmkou (1922)
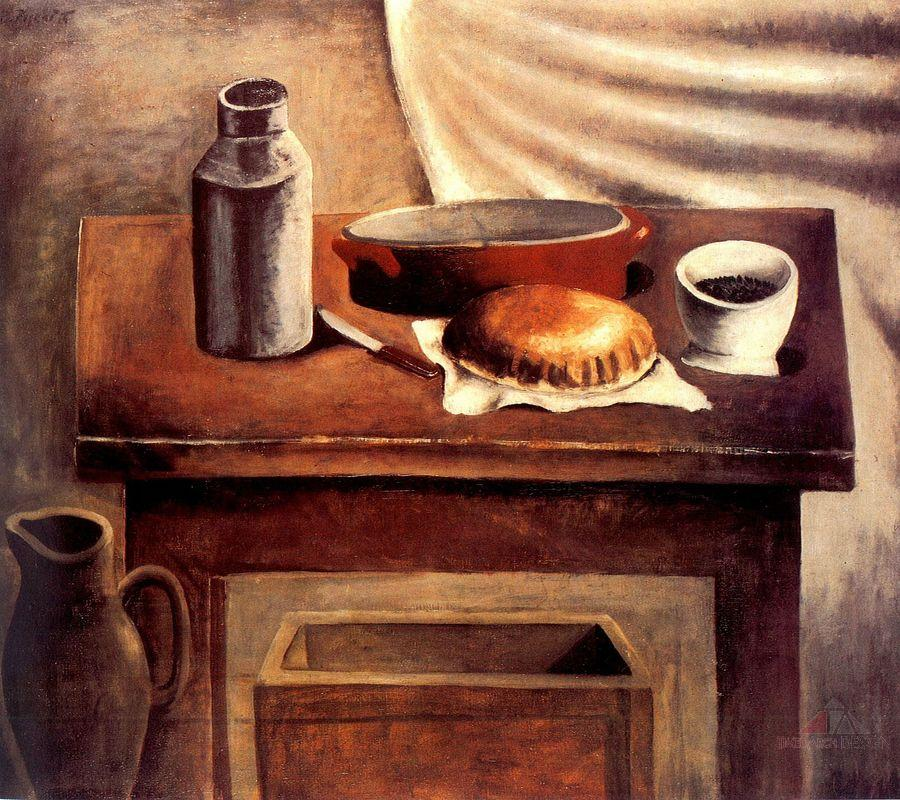
Bedřich Piskač Zátiší s chlebem (1924)
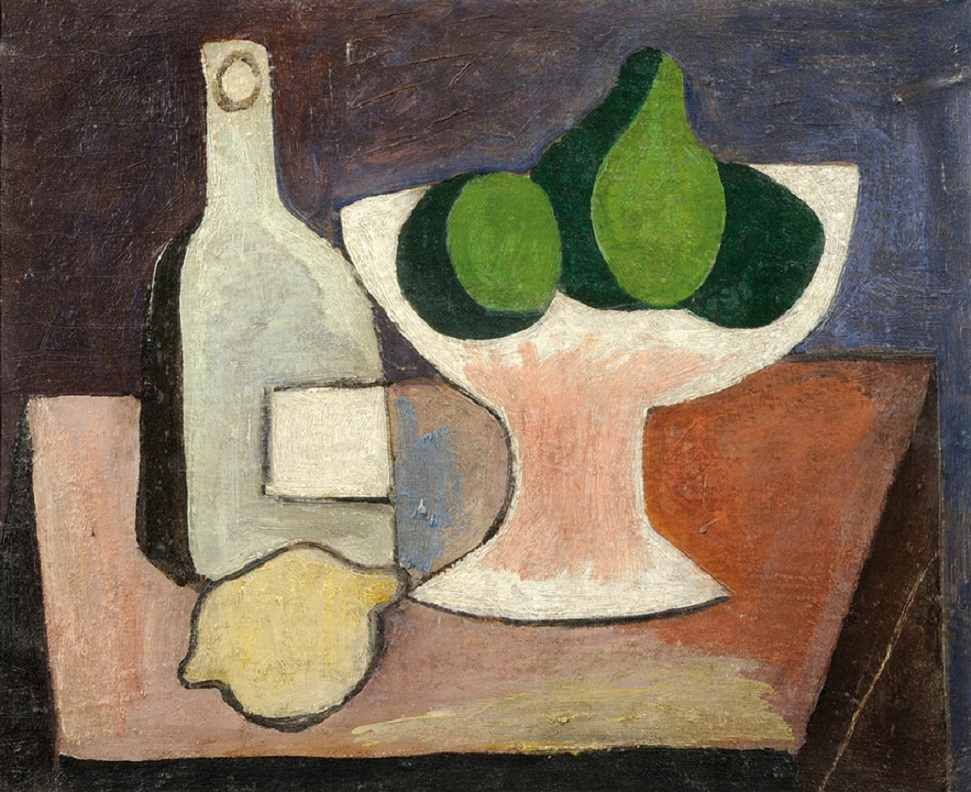
Bedřich Piskač Zátiší s láhví (1926)
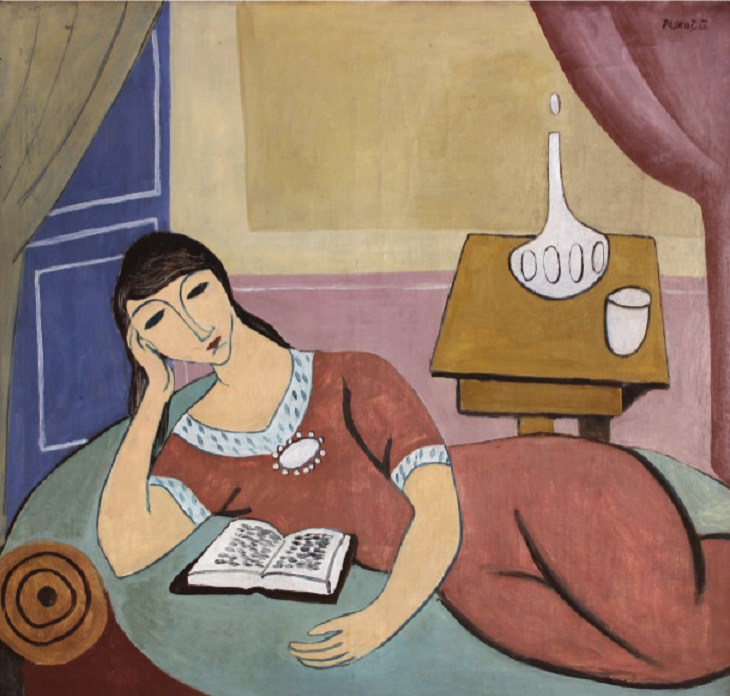
Bedřich Piskač Čtoucí dívka (1926)
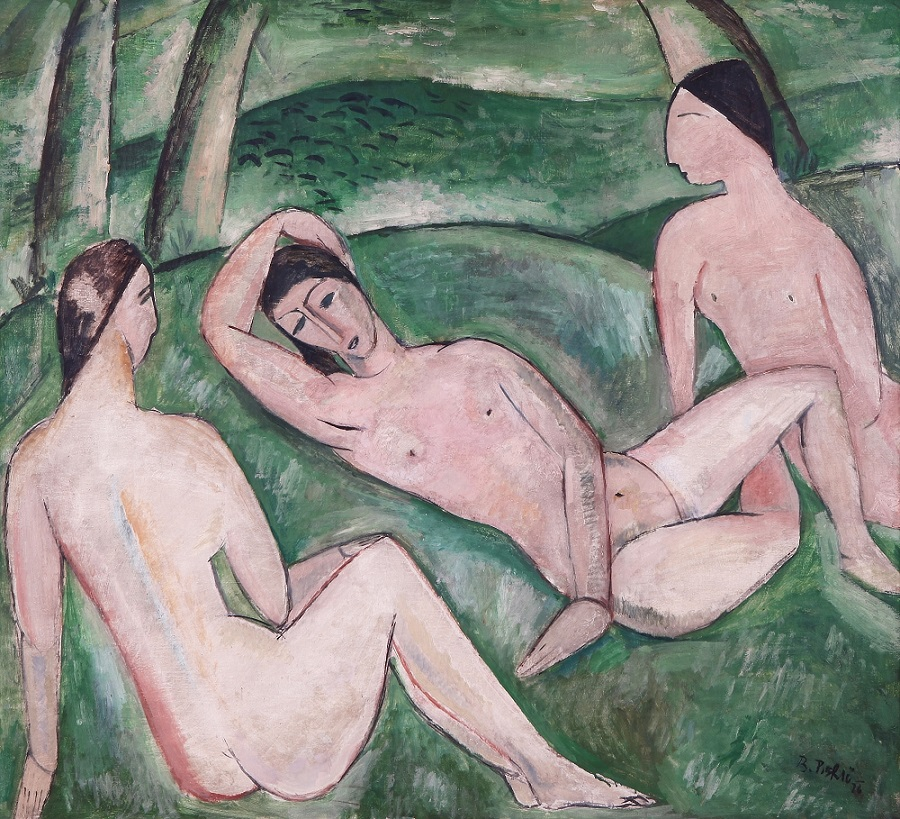
Bedřich Piskač Tři akty v zeleném
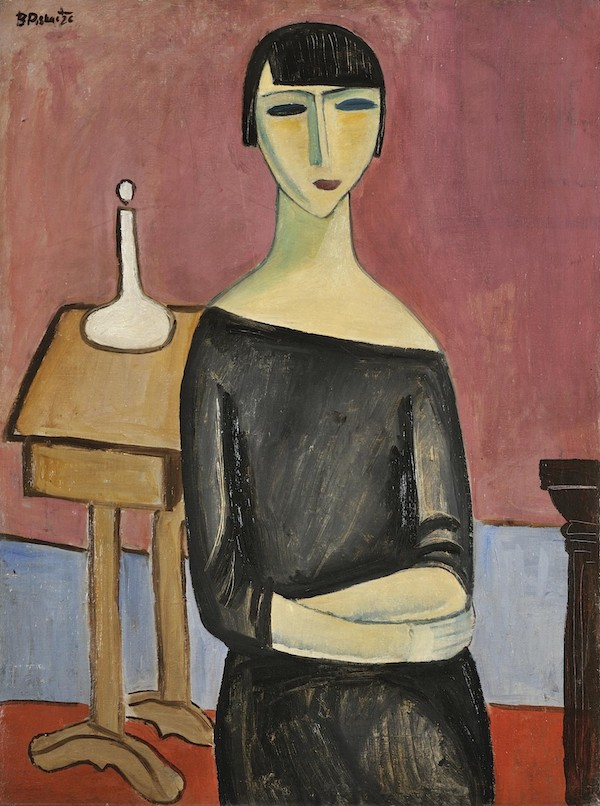
Bedřich Piskač Dívka v černých šatech (1926)
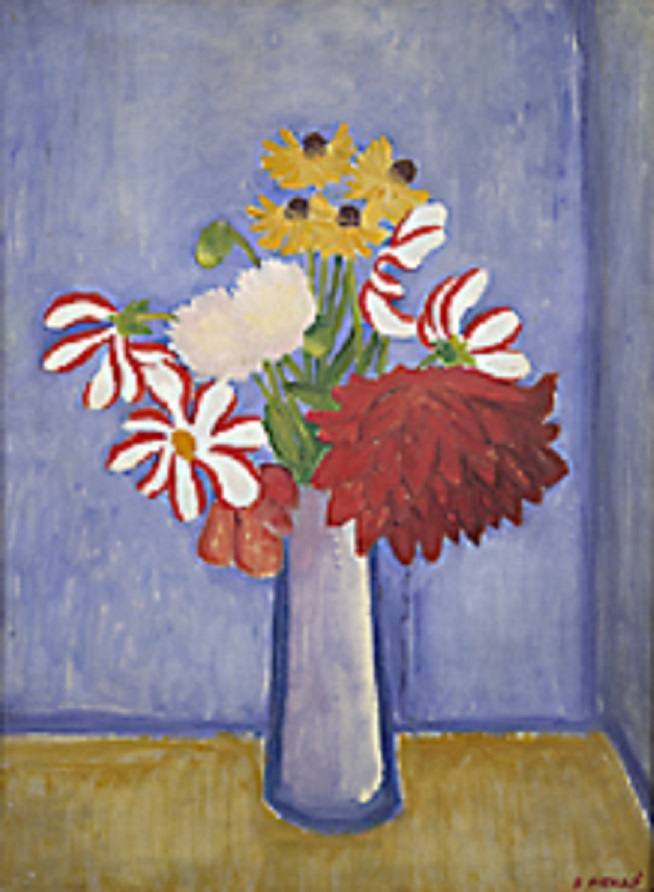
Bedřich Piskač Kytice (1927)
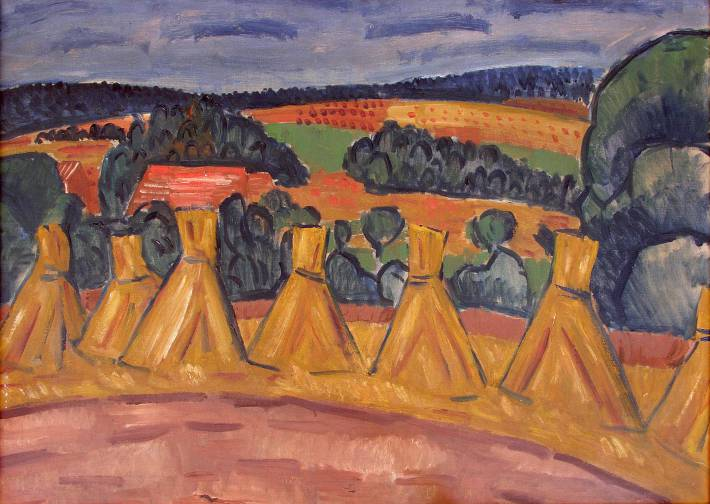
Bedřich Piskač Žně (1928)
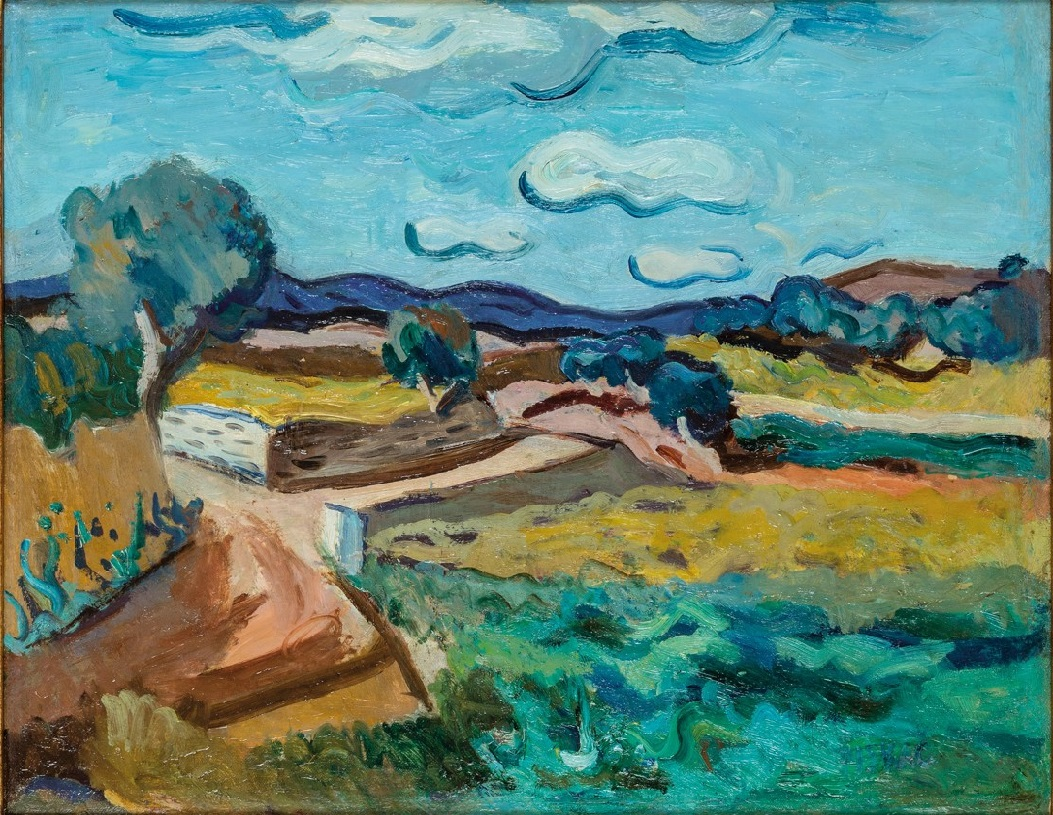
Bedřich Piskač Korsická krajina (1928)
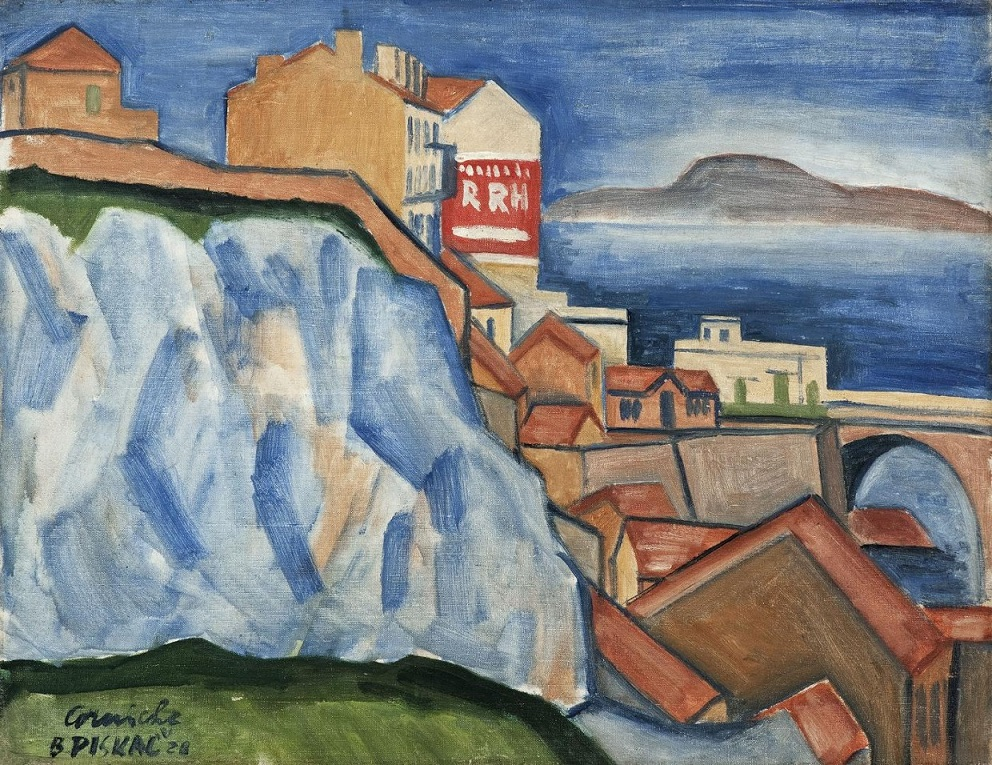
Bedřich Piskač Marseille Corniche (1928)
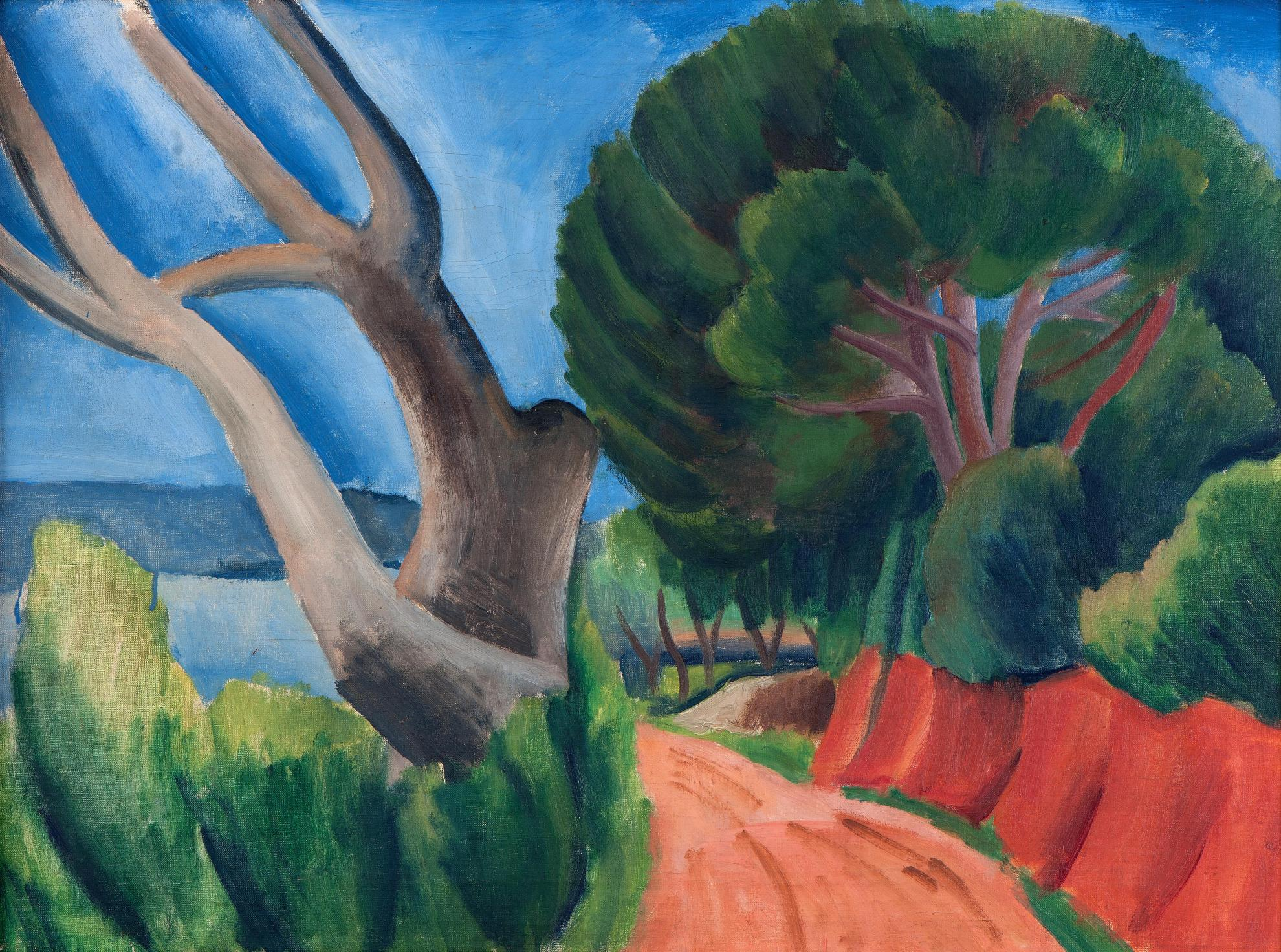
Bedřich Piskač Cesta s korkovým dubem (1928)
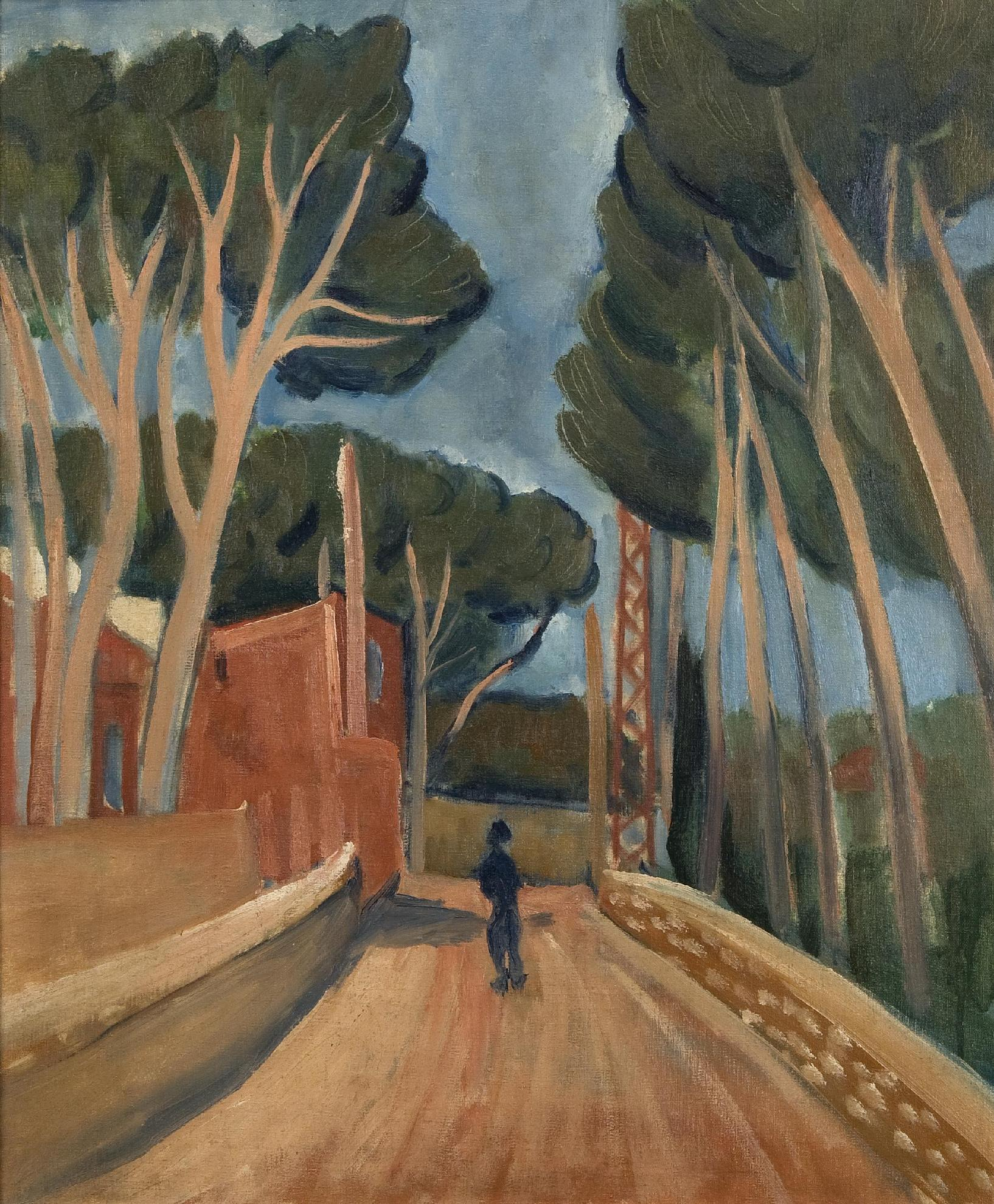
Bedřich Piskač Cesta do Antibes (1929)
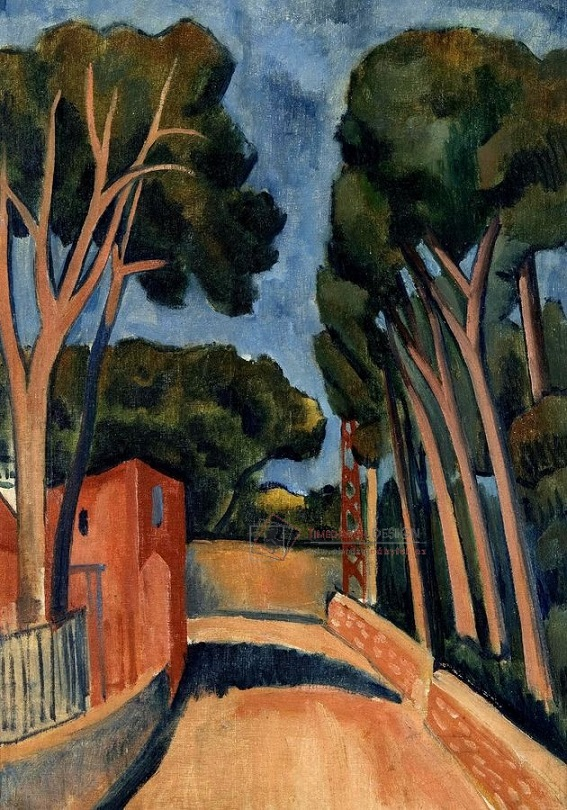
Bedřich Piskač Cesta v Antibes (1929)